# Alceo Speranza
Alceo Speranza (Grottammare, 15 ottobre 1878 – Grottammare, 18 aprile 1945) è stato un avvocato, politico, giornalista e dirigente sportivo italiano.
Laureato in Giurisprudenza, fu deputato al Parlamento italiano dal 1909 al 1919.

## Biografia
Alceo Speranza nacque a Grottammare nel 1878, dallo scrittore e patriota Giuseppe Speranza (1830-1915). Durante la sua vita prese parte alla prima guerra mondiale, raggiungendo il grado di colonnello del Genio. Dal 1909 al 1919 venne eletto deputato del Regno d'Italia e nel febbraio 1913 fu eletto presidente della sezione amministrativa della S.P. Lazio. Per l'inaugurazione del Vittoriano, Speranza volle che a Grottammare fossero preparati dei festeggiamenti previsti per il 1910.
Dopo la morte del padre avvenuta nel 1915, Alceo continuò a ricordare in alcune delle sue opere, analogamente al genitore, la vita del giurista Alberico Gentili e nel 1925 fu a capo di un comitato per onorarne la figura. Il consiglio Comunale di Grottammare, il 28 settembre 2012, gli ha intitolato il belvedere del Castello.